# David Civera
David Civera va néixer a Terol el día 8 de gener de 1979. Va passar tota la seva infància a la seva ciutat natal. Quan va tenir 8 anys va començar a sentir passió per la composició. Amb tan sols 18 anys forma part del programa de televisió "Canciones de nuestra vida" on van interpreta molts dels temes que van recollir el seu nou treball; cançons tan conegudes com "Mis manos en tu cintura". Va representar RTVE en el Festival de la Cançó d'Eurovisió 2001 amb Dile que la quiero.

## Discografia
- 1998: Hoy como ayer
- 2001: Dile que la quiero
- 2002: En cuerpo y alma
- 2003: La Chiqui Big Band
- 2005: Perdoname
- 2006: Ni el primero ni el último
- 2007: No bastará
- 2008: Para vivir contigo
- 2008: Grandes éxitos
- 2009: Podemos elegir
- 2011: A ritmo de clásicos
- 2013: Versión original
- 2016: 15 Aniversario[2]